# بيستون الزياري
بيستون (توفي 977) حاكم الزيريين (967-977). كان الابن البكر لِوشمكير.